# 104 (число)
Вижте пояснителната страница за други значения на 104.
104 (сто и четири) е естествено, цяло число, следващо 103 и предхождащо 105.
Сто и четири с арабски цифри се записва „104“, а с римски цифри – „CIV“. Числото 104 е съставено от три цифри от позиционните бройни системи – 1 (едно), 0 (нула) и 4 (четири).

## Общи сведения
- 104 е четно число.
- 104 е атомният номер на елемента ръдърфордий.
- 104-тият ден от годината е 14 април.
- 104 е година от Новата ера.